# Arhavi Voleybol Spor Kulübü
L'Arhavi Voleybol Spor Kulübü è una società pallavolistica turca, con sede ad Arhavi: milita nel campionato turco di Efeler Ligi; fa parte della società polisportiva Arhavi Spor Kulübü.

## Storia
L'Arhavi Belediyesi Gençlik Spor Kulübü viene fondato nel 2007 all'interno della polisportiva Arhavi Spor Kulübü. Dopo circa un decennio nelle categorie minori del campionato turco, grazie a due promozioni consecutive debutta in Efeler Ligi nella stagione 2018-19. Nel 2019 il club viene rifondato col nome Arhavi Voleybol Spor Kulübü.

## Rosa 2018-2019
| N° | Nome                | Ruolo | Data di nascita   | Nazionalità sportiva |
| -- | ------------------- | ----- | ----------------- | -------------------- |
| 1  | Mustafa Ramazanoğlu | P     | 5 maggio 1979     | Turchia              |
| 2  | Hamdi Erkan         | S     | 19 luglio 1996    | Turchia              |
| 3  | İbrahim Başaran     | C     | 13 luglio 1985    | Turchia              |
| 4  | Kaan Çiçek          | O     | 29 giugno 1993    | Turchia              |
| 5  | Armin Mustedanović  | S     | 26 aprile 1986    | Bosnia ed Erzegovina |
| 6  | Alper Özdemir       | C     | 5 marzo 1996      | Turchia              |
| 7  | Roman Danilov       | O     | 4 gennaio 1985    | Russia               |
| 8  | Dimitar Marinkov    | S     | 9 settembre 1993  | Bulgaria             |
| 9  | Caner Özturna       | L     | 12 settembre 1991 | Turchia              |
| 10 | Orçun Ergün         | P     | 24 maggio 1992    | Turchia              |
| 11 | Murat Karakaya      | S     | 27 giugno 1987    | Turchia              |
| 12 | Fatih Uğur          | C     | 1º gennaio 1990   | Turchia              |
| 13 | Jan Jereščenko      | S     | 6 aprile 1990     | Ucraina              |
| 16 | Fatih Cihan         | C     | 16 dicembre 1991  | Turchia              |
| 17 | Murat Palavar       | C     | 17 maggio 1985    | Turchia              |
| 18 | Mehmet Özbek        | L     | 11 luglio 1984    | Turchia              |

## Denominazioni precedenti
- 2007-2019: Arhavi Belediyesi Gençlik Spor Kulübü